# 2010至2011年度香港行政長官施政報告
《2010至2011年度香港行政長官施政報告》是香港行政長官曾蔭權發表的第六份施政報告，於2010年10月13日在香港立法會發表。主題是「民心我心　同舟共濟　繁榮共享」，以太陽橙色（Apollo orange）為封面顏色，象徵溫暖、活力和幹勁，寓意香港市民能夠以積極進取的態度，共同走出經濟陰霾，共享繁榮的主題。曾蔭權更配合主題打上橙色煲呔，行政長官夫人曾鮑笑薇亦穿著橙色裙旁聽報告。

## 背景

### 復建居屋的呼聲
近一兩年以來，由於樓市興旺，內地資金流入的種種原因，使樓市價格日漸上升，經濟漸漸回穩，走出金融海嘯的陰影，而政府則自停建居屋後再重售餘下的「貨尾」單位，不少政黨要求政府復建居屋，例如民主黨，工聯會等。而盛傳有意參選來屆行政長官的行政會議非官守議員梁振英也不斷到訪基層，發表對房屋問題的看法。

### 仇富情緒的加深
在2008年的立法會選舉中，被視為商界代言人的自由黨的候選人在地區直選全面潰敗，顯示社會上出現針對商界的聲音，最低工資立法中，僱主與工人兩大勢力就最低工資應否立法，最低工資時薪應訂在多少錢爭持不下，自由黨立法會議員(飲食界)張宇人在城市論壇中失言，建議最低工資時薪設定是港幣二十元(飲食界的工時一般在十二小時，勞工界建議最低工資時薪設訂在港幣三十三元)，於是引來輿論圍攻，稱其為「廿蚊(二十元)張」。
民政事務局長曾德成在2010年9月向市民咨詢應否申辦2023年亞洲運動會，咨詢期開始不出一個月，引來社會巨大的反對聲音，甚至被視為「保皇黨」的民建聯也表示不贊成申辦。反對的聲音認為，成功申辦亞運會以後需要花上400億元，這400億元如用作民生用途，例如回購東(區及)西(區)海底隧道，舒緩過海隧道的不平衡問題；回購領匯等，對香港市民有利。另一方面，體育界多數由財閥或上層專業人士把持，引來市民的反感。事件比年初就應否建設高速鐵路(簡稱高鐵)的兩大勢力爭持更一面倒，因為高鐵是兩地融合的大勢所趨，而亞運會是有權選擇是否申辦。
2010年初，元旦大遊行引起社會對八十後問題及反高鐵問題的關注，「高鐵」的議題引來社會上「撐(支持)高鐵」與「反高鐵」的爭持，反對者認為，高鐵是大白象(很貴重，需要高昂費用維持，難有巨大經濟效益的資產)工程。立法會財務委員會為此連續召開幾天會議，泛民主派議員用不斷發問的攻勢不斷延遲高鐵費用的表決，最後在親政府議員的支持下得以通過。
2010年7月，爆發擁有世界級自然景觀的西貢大浪西灣，被揭發遭富商魯連城收購部份土地發展豪宅事件，引來社會保護「大浪西灣」聲音，雖然政府及時出手暫時解決事件，但社會就政府對財閥放水，財閥利用手上的特權與優勢謀取私利，置社會大眾利益於不顧而議論紛紛。歸根究底，因為政府並非由直選產生，而工商界財閥籍著政治制度而獲得利益所致，政府只顧財閥而忽視社會要求，社會對政府的要求提高了，而社會上仇富情緒則日漸加深。

## 內容摘要
民生優先
- 政府增加土地儲備，使房地產市場有平穩的土地供應，特別是中小型住宅土地供應充裕，售價穩定。
- 預計未來三至四年會有61,000個一手私人住宅單位供應。
- 在未來十年內，平均每年需提供可興建約兩萬個私人住宅單位的土地。
- 財政司司長主持的「房屋用地供應督導小組」會確保房屋用地有穩定及充足供應。
- 確保充足土地供應，平均每年可興建約15,000個公屋單位，以維持平均輪候時間約三年的目標。
- 為協助夾心階層首次置業，政府與房協合作開展置安心資助房屋計劃：
  - 首階段推出5,000個中小型單位。
  - 以市值租金租予合資格人士，租期最長五年，期間租金不變。
  - 租戶可在指定時限內，以市價購買計劃內單位或私人市場單位；同時可獲一半淨租金資助作部分首期。
- 市建局和港鐵公司盡量多興建中小型住宅單位。
- 限制「發水樓」，取消或收緊各類樓面面積的寬免。
- 成立委員會，為立法規管一手私人住宅物業銷售作準備。
- 修改資本投資者入境計劃，暫時將房地產於計劃下的投資資產類別中剔除。
- 新的市區重建策略強調以人為本、與民共議及從地區出發。
- 設立「市區更新地區諮詢平台」，以九龍城區為試點。
- 市建局撥款五億元，成立「市區更新信託基金」，以資助「諮詢平台」進行研究和活動、聘請社區服務隊，及資助文物保育或地區活化。
- 啟德發展區預留用地，為受重建影響的自住業主提供「樓換樓」的選擇。
- 立法處理樓宇失修及違規建築，包括「劏房」問題，並大力打擊僭建。
- 成立專責小組加強支援舊樓業主。
- 研究修訂法例，必要時有效地強制業主或法團聘用物業管理公司，確保住客及公眾安全。
- 就立法規管物業管理行業諮詢公眾。
- 由下學年起，大幅增加「學校書簿津貼計劃」的定額津貼，每名全額學生全年津貼增加至1000元，半額學生500元。
- 簡化審批，讓大部分申請人在新學年開始前取得津貼。
- 資助全港合資格在職人士每人每月600元交通費用。
- 成立一百億元基金，由政府與商界各出資一半，為基層市民提供多方面的支援。
- 配合法定最低工資的實施，加強青少年、中年人及殘疾人士的就業服務。
- 擴大破產欠薪保障基金的保障範圍，涵蓋未獲發放的年假及法定假日的薪酬。
- 開始研究「標準工時」問題。
- 加強和整合支援新來港及少數族裔人士的服務。
- 推行家居照顧試驗計劃，支援正輪候護養院宿位的長者。
- 將「離院長者綜合支援計劃」擴展至全港。
- 加建院舍及利用現有院舍空間，提供額外宿位；在「改善買位計劃」下增加較高質素宿位的供應。
- 放寬領取高齡津貼的離港期限至305日，即只須留港60日便可領取全年津貼。新安排也適用於傷殘津貼。
- 人口政策督導委員會將探討香港長者選擇回鄉養老所需的便利安排和配套設施。
- 研究設立長者退休生活津貼。
- 縮短專科輪候時間；將更多新藥物列入藥物名冊。
- 設立有四百多張病床的兒童專科中心。
- 興建天水圍醫院。（已於2017年1月9日啟用）
- 重建仁濟醫院四幢大樓以改善服務。
- 加強培訓醫護人手，確保滿足未來需要。
- 加強中西藥物監管。
- 提供更多服務，加強協助自閉症兒童。
- 擴大為精神病患者提供的多項服務；使用更多證實有療效而較少副作用的新藥物。
- 加強對家庭及兒童的支援，把「鄰里支援幼兒照顧計劃」及「兒童身心全面發展服務」擴展至全港。

發展經濟
- 與廣東省共同爭取把粵港合作中最重要的功能定位納入「十二五」規劃。
- 鼓勵香港業界把握前海發展帶來的商機。
- 繼續推動與台灣（中華民國）多範疇和多層次的交流。
- 參與推動內地金融體系現代化，尤其是在人民幣國際化和推進人民幣資本項目可兌換的進程中，作出更多貢獻。
- 為加強保障投資者，跟進成立投資者教育局和金融糾紛調解機制，以及立法規定披露股價敏感資料等建議。
- 檢討整個旅遊業的運作和規管架構。
- 推出長期用地，吸引業界建立物流群組。
- 香港國際機場提供額外飛機停泊位及新的客運廊；提升貨物處理量50%。
- 加強人才培訓及海外和本地推廣工作，鞏固香港作為國際航運中心地位。
- 加強CEPA的有效實施，促進本港專業服務進入內地市場。
- 香港按揭證券有限公司研究設立市場主導的信貸保證計劃，提供可持續支援企業信貸融資的平台。
- 向「中小企業市場推廣基金」和「中小企業發展支援基金」增撥十億元。

優質生活
- 採取能源措施，使2020年的碳強度，較2005年的水平，減少五至六成。
- 在新專營權加入條款，要求巴士公司更換巴士時，積極使用零排放或最環保巴士。
- 全數資助專營巴士公司購置六輛混合動力巴士，以測試環保效果。
- 全數資助為歐盟二期及三期專營巴士安裝「催化還原器」，減少氮氧化物的排放。
- 銅鑼灣、中環及旺角繁忙路段設立低排放區，下年度起盡量增加低排放專營巴士行駛區內。到2015年，只有低排放巴士在區內行駛。
- 預留五億元，有需要時注資「環境及自然保育基金」。
- 立法禁止在香港水域拖網捕魚。
- 在休憩空間和政府辦公大樓，擺放新進藝術家、學生或集體創作的藝術作品。
- 於港鐵主要轉車站設立還書箱，方便市民歸還圖書及資料。
- 推動職業及業餘足球發展。
- 開放更多合適場地讓市民攜帶狗隻進入，並加建寵物公園。

社會安定
- 設立25億元基金，支援自資專上院校提升教學質素，並為學生提供獎學金。
- 由2012至2013學年開始，增加公帑資助第一年學士學位課程學額至每年15,000個。
- 大學高年級收生學額逐步增至每年四千個，為副學位畢業生提供更多升學銜接機會。
- 延續3000個青年臨時工作職位至2012年3月。
- 成立「香港青年服務團」資助年青人到內地當義工；成立「醫療輔助隊少年團」。
- 推行試驗計劃，透過互聯網接觸邊緣及隱蔽青年，以便提供支援。
- 全港中學增加兩成學校社工人手，加強推動抗毒工作。
- 提出立法建議加強個人資料私隱的保障。
- 大幅提高「普通法律援助計劃」和「法律援助輔助計劃」的財務資格限額，並預留一億元，有需要時注資「法律援助輔助計劃」基金。

民主發展
- 就2012年行政長官和立法會兩個選舉辦法，提出本地立法建議。
- 更多利用新媒體加強與市民互動交流。
- 推動更多交流、考察和義工活動。
- 資助所有中、小學生參加至少一次內地交流活動。
- 中小學設立獨立的「德育及國民教育科」。
- 第三屆政府任期內，不啓動《基本法》第23條立法。

## 十大基建進展概覽
- 港鐵南港島綫：港鐵公司正為南港島綫東段項目進行詳細設計及規劃，預計2011年動工，2015年開始投入服務。
- 沙田至中環鐵路線：正同步進行公眾諮詢、設計、以及地盤勘測工作。預計2010年內完成諮詢工作。計劃整個項目不遲於2011年年初刊憲，並爭取於2012年動工。
- 屯門至赤鱲角連接路及屯門西繞道：屯門至赤鱲角連接路的勘測及初步設計於2011年初完成，而屯門西繞道的走線方案則尚在諮詢評選。當局希望這兩個項目可配合港珠澳大橋項目，爭取同步完成。
- 廣深港高速鐵路香港段：工程已在2010年1月展開，預計2015年竣工。
- 港珠澳大橋：主橋工程已在2009年12月展開，三地政府亦已落實主橋建設及營運的法律架構，而與牽頭貸款銀行的融資安排預計於2010年底落實。香港口岸的填海工程現正進行勘察及詳細設計，而香港接線有關設計及建造的前期準備工作則剛展開，目標是配合港珠澳大橋於2016年完成開通。
- 深港機場連接鐵路研究：初步可行性研究已確定鐵路走線在技術上可行。除加強港深機場合作外，港深西部快速軌道另一個主要功能是促進前海及新界西北地區的發展，所以鐵路的設計必須以這兩個發展區的規劃先行，再作配合。
- 落馬洲河套區研究：「港深邊界區發展聯合專責小組」在2008年成立，並在2009年年中展開聯合綜合研究，預計在2010年底或2011年初就初步發展大綱圖諮詢港深兩地公眾的意見。整項聯合綜合研究將於2012年完成。
- 西九文化區：西九文化區管理局已在2008年成立，並正透過三個階段的公眾參與活動，擬備文化區的詳細發展圖則。文化區的第一期核心文化藝術設施預計於2015年起分階段落成。
- 啟德發展計劃：政府正分階段落實啟德發展計劃，現正進行第一階段工程項目，包括公共房屋發展、郵輪碼頭，以及相關的配套基礎設施，其中郵輪碼頭的首個泊位工程於2009年11月動工，連同較預期早一年完成的郵輪碼頭大樓，可望於2013年中投入服務。第二個泊位會接着在2014年啓用。
- 新界東北新發展區及洪水橋新發展區：新界東北新發展區的規劃及工程研究在2008年6月展開，預計2011年完成。建造工程最快可在2016年展開，目標是在2021年完成首期建造工程，以容納首批遷入人口。洪水橋新發展區研究現正在籌備階段，預計可於2011年展開。

## 評價及迴響
今次施政報告是曾蔭權「最後一份」施政報告，因為來年度的施政報告有效期只有不足九個月。總括而言，今次施政報告沒有「派糖」，而政府提出的政策，大多都要花上一年以上時間才會實施，所以短期以內出現實效的政策不多。而且政府多數是以公帑津貼商界，向商界讓步，除了限制「發水樓」的政策以外，施政報告中鮮有以公權力向商界挑戰的政策。

### 置安心計劃
針對復建居屋的呼聲，曾蔭權參考了社會上 (例如自由黨) 的意見，提出先租後買的方案，主要是政府提供土地給予房協興建中小型單位，以固定租金租給合資格人士，期限5年並不會調整租金。受惠者可以選擇以市價購入承租單位或計劃下其他單位，亦可以以等同於在租住期間所繳納的一半淨租金的資助，以繳付部分首期來購買私人市場上的單位。曾蔭權稱，這計劃將會提供5,000個單位，首批大約1,000個單位於2014年推出。
輿論認為置安心計劃未必能讓市民儲夠錢付首期 (以運輸及房屋局局長鄭汝樺所給的例子，5年後取回半數租金240,000港元，亦只是買下一個市值2,800,000萬港元的單位的1/4首期而已)，而計劃推出5,000個單位杯水車薪，政府補貼市民買私樓，得益者是發展商。

### 關愛基金
針對社會上的仇富情緒，曾蔭權在施政報告中提出政府與商界各出資50億元的關愛基金，為基層市民提供綜援計劃不能提供的多方面支援。但不出幾天，被視為親泛民主派陣營的蘋果日報以「贖罪劵」來稱呼關愛基金，有評論認為關愛基金只會淪為政府歌頌富豪商賈的政治公關工程，更有傳媒以陰謀論去推測，由於「關愛基金」是由政務司司長唐英年出任主席，而唐英年又是盛傳競逐來屆行政長官的有力者，會演變成唐英年累積民望的競選基金，亦有傳媒拿出唐英年主持扶貧委員會成效不彰的例子，質疑這次又是否成效不彰。

## 外部連結
- 2010至11年施政報告官方網頁（页面存档备份，存于）